# Bistum Cesena-Sarsina
Das Bistum Cesena-Sarsina (lateinisch Dioecesis Caesenatensis-Sarsinatensis, italienisch Diocesi di Cesena-Sarsina) ist eine in Italien gelegene römisch-katholische Diözese mit Sitz in Cesena.

## Geschichte
Im 1. Jahrhundert wurde das Bistum Cesena errichtet. Im 5. Jahrhundert wurde selbiges dem Erzbistum Ravenna als Suffraganbistum unterstellt.
Am 30. September 1986 wurde dem Bistum Cesena durch die Kongregation für die Bischöfe mit dem Dekret Instantibus votis das Bistum Sarsina angegliedert.